# Margareta av Österrike (1416–1486)
Margareta av Österrike, född 1416, död 1486, var kurfurstinna av Sachsen 1431–1464, genom sitt giftermål 1431 med kurfurst Fredrik den saktmodige av Sachsen.

## Biografi
Margareta tillhörde huset Habsburg och var dotter till ärkehertig Ernst I av Österrike, hertig av Steiermark, Kärnten och Krain, och Cymburge av Masovien.
Margareta trolovades 1428 och gifte sig 1431. Hon deltog i statsangelägenheterna i Sachsen och lyckades bland annat försona maken med hans bror Wilhelm. Hon medverkade också till judefördrivningen ur Markgrevskapet Meissen 1432. 1453 grundade hon den religiösa hjälporganisationen vierzehn Nothelfern i Jena. Då maken dog 1464 gavs hon en omfattande änkeförläning, "Wittum", inkluderande städerna Altenburg, Leipzig, Liebenwerda, Colditz och Eilenburg, där hon utövade samma rättigheter som en monark. I Altenburg inrättade hon 1468 en omfattande kornindustri.
Margareta fick, som en del av kompensationen för det omfattande livgeding som tillkom henne, den för en gemål ovanliga rätten att prägla egna mynt och inrättade en myntverkstad i Colditz. De där präglade meissensk-sachsiska groschen märktes med ett extra M i inskriften, så kallade Margarethengroschen.

## Barn
- Ernst av Sachsen
- Albrekt III av Meissen
- Hedwig I av Quedlinburg